# The Divergent Series: Insurgent
The Divergent Series: Insurgent, noto anche semplicemente come Insurgent, è un film del 2015 diretto da Robert Schwentke.
La pellicola, con protagonisti Shailene Woodley e Theo James, e ambientata in un futuro distopico postapocalittico, è l'adattamento cinematografico dell'omonimo romanzo del 2012 scritto da Veronica Roth, secondo della serie costituita da tre libri. Il film è il sequel di Divergent (2014), nonché secondo capitolo dell'omonima trilogia, seguito da The Divergent Series: Allegiant (2016).

## Trama
Tris, Quattro, Peter, Caleb e Marcus stanno fuggendo da Jeanine Matthews, che li accusa di essere i responsabili dello sterminio degli Abneganti. I ragazzi si sono rifugiati presso la residenza dei Pacifici, al confine con la recinzione che protegge la città, dove conoscono Johanna Reyes, portavoce dei Pacifici.
Nel frattempo, gli Eruditi lottano per mantenere stabile la propria società e Jeanine è convinta che la soluzione risieda in un'antica informazione che può essere aperta solo da un Divergente speciale. L’informazione, che si ritiene contenga un messaggio degli Antichi, era custodita dalla famiglia dei Prior, nella loro vecchia casa situata nel quartier generale degli Abneganti e, dopo lo sterminio di questi ultimi, gli Eruditi ne sono entrati in possesso.
La caccia che si scatena per catturare un Divergente che possa aprire la scatola costringe Tris, suo fratello e Quattro a fuggire dal loro rifugio presso i Pacifici; i tre, salendo su un treno che conduce in città, si imbattono negli Esclusi capeggiati da Edward, un iniziato degli Intrepidi, diventato un Escluso dopo esser stato accecato da un occhio da Peter.
Dopo che Quattro dice il suo vero nome, gli Esclusi lo portano in un loro rifugio. Quattro sapeva che sua madre Evelyn lo stava aspettando lì.
Quattro e Tris giungono infine dai Candidi, presso i quali si erano rifugiati gli altri Intrepidi, dove rincontrano Christina e Tori. Dopo essere stati sottoposti al siero della verità per dimostrare la propria innocenza, i due giovani riescono a convincere i Candidi della loro buona fede e che a causare lo sterminio degli Abneganti è stata in realtà Jeanine.
Intanto Eric, Max e gli altri Intrepidi traditori scoprono che è Tris l'unica Divergente in grado di scoprire cosa contiene l’informazione. Jeanine minaccia di causare il suicidio di tre persone al giorno tramite una forma di controllo mentale se non consegneranno Tris. La ragazza decide quindi di consegnarsi volontariamente per mettere fine alle morti tra i membri delle varie fazioni.
Per aprire l’informazione, Tris deve superare in successione tutte le prove proposte, cosa che fa. Però l'ultima, quella dei Pacifici, non riesce a superarla. A seguito di ciò, la ragazza cade in uno stato di morte apparente, provocato da Peter, che continua a schierarsi ora per una fazione, ora per l'altra. Aiutata da Marcus, Christina e alcuni Eruditi, Tris riesce infine a sapere dove sta l’informazione e prova a rivelarne il contenuto, ma non sa come, dato che non è riuscita a fermare Tori a non uccidere Jeanine. Alla fine Quattro costringe Caleb a rivelare l’informazione: contiene un video messaggio in cui una donna proveniente dall'esterno della città spiega che Chicago non è l'ultimo avamposto della civiltà, ma un'enclave nella quale alcune persone erano state confinate per un "esperimento"; l'esistenza dei Divergenti avrebbe dovuto essere divulgata dagli Abneganti e costituire la dimostrazione che i cittadini sono pronti per il "mondo esterno". Evidentemente, Jeanine sospettava già che i Divergenti sarebbero stati la rivelazione di tutto l'esperimento e quindi li voleva eliminare ad ogni costo.
Arriva in seguito un esercito di Esclusi capitanato da Evelyn che ferma Tori e i suoi alleati; dopodiché, grazie a Quattro, Caleb è stato costretto a diffondere il video in tutta la città. I cittadini appartenenti alle cinque fazioni, a quel punto, si avviano verso la barriera che delimita i confini della città per superarla.

## Produzione
Le riprese iniziarono il 12 maggio 2014 e si svolsero tra Chicago e Atlanta.
Il budget del film è stato di 110 milioni di dollari.

## Colonna sonora
La prima edizione della colonna sonora su CD è stata distribuita nel 2015 dalla Interscope Records con otto tracce.
1. M83 – Holes In The Sky (feat. Haim) – 4:20
2. Royal Blood – Blood Hands – 3:07
3. Woodkid – Never Let You Down (feat. Lykke Li) – 4:30
4. Anna Calvi – The Heart Of You – 5:49
5. Zella Day – Sacrifice – 4:00
6. Sohn – Carry Me Home – 4:09
7. Imagine Dragons – Warriors – 2:50
8. Joseph Trapanese – Convergence (Score Suite from “Insurgent”) – 4:04

Durata totale: 32:49

## Promozione
Il primo trailer del film è stato diffuso il 12 novembre 2014, seguito due ore dopo dalla versione italiana.

## Distribuzione
La pellicola è stata distribuita nelle sale cinematografiche italiane a partire dal 19 marzo 2015, mentre in quelle statunitense a partire dal 20 marzo dello stesso anno.

## Accoglienza

### Incassi
A fronte di un budget di 110 milioni di dollari, la pellicola ne ha incassati circa 130,2 milioni in Nord America e 166,8 milioni nel resto del mondo, per un totale di 297002527 $.

### Critica
Sull'aggregatore di recensioni Rotten Tomatoes il film ha un indice di gradimento del 29% basato su 207 recensioni, con un voto medio di 5 su 10. Su Metacritic ottiene un punteggio di 42 su 100 basato su 40 recensioni.

## Riconoscimenti
- 2015 - MTV Movie Award[7][8]
  - Candidatura per il migliore eroe a Shailene Woodley
- 2015 - Teen Choice Award[9]
  - Miglior attrice in un film d'azione a Shailene Woodley
  - Miglior bacio in un film a Shailene Woodley e Theo James
  - Candidatura per il miglior film d'azione
  - Candidatura per il miglior attore in un film d'azione a Ansel Elgort
  - Candidatura per il miglior attore in un film d'azione a Theo James
  - Candidatura per il miglior cattivo a Kate Winslet
  - Candidatura per il miglior ruba-scena in un film a Miles Teller

## Sequel
Il romanzo successivo della serie avrebbe dovuto essere diviso in due parti: The Divergent Series: Allegiant è stato distribuito nel 2016, mentre la seconda parte e ultimo film della serie, The Divergent Series: Ascendant, prevista per il 9 giugno 2017, è stata successivamente cancellata.